# The Flenser

The Flenser est un label indépendant américain, basé à San Francisco, en Californie. Il est fondé en 2010 par Jonathan Tuite.

## Histoire
Le label est fondé par Jonathan Tuite le 11 décembre 2009. La volonté affichée par Jonathan Tuite est d'être une extension de la scène black metal. Il veut particulièrement mettre en avant les artistes solos qui s'éloignent de l'aspect conservateur de la scène de l'époque. La première année, il sort les albums de Palace of Worms et Panopticon, qui selon lui épousent bien le concept du label. Panopticon intéresse plus particulièrement Jonathan Tuite car il a des valeurs anarchistes, n'est pas sataniste et ne porte pas de corpse paint. Il sort ensuite les albums de Bosse-De-Nage, Ghast, et Necrite afin de renforcer l'image black metal de The Flenser.
L'année 2011 semble marquer un tournant pour le label avec la sortie du deuxième album de Bosse-de-Nage II et la sortie de Black Cassette de Wreck and Reference, qui est la première sortie d'un groupe autres que heavy metal, ce qui permet à The Flenser d'élargir son public. Jonathan Tuite devient de plus en plus intéressé à l'idée de travailler avec des groupes difficilement cataloguable et mettant en avant une esthétique sombre. Au fil des signatures d'artistes et des sorties, le label gagne en popularité et une reconnaissance du public. Dans une interview accordée à New Noise Magazine, Jonathan Tuite explique qu'il veut challenger le public et qu'il refuse de faire des sorties nostalgique. 
En 2020, The Flenser devait fêter ses dix ans d'existence au Roadburn Festival et Midwife, Mamaleek, Elizabeth Colour Wheel, Drowse et Giles Corey aurait dû représenter le label pour l'occasion. L'édition 2020 est annulée à cause de la pandémie de Covid-19.
En mars 2022, le label sort Send the Pain Below, un EP de six chansons où plusieurs groupes du label reprennent des morceaux de nu metal. En juin 2023, le label organise un showcase au festival Oblivion Access à Austin, Texas, en juin 2023, avec Have a Nice Life, Chat Pile, Planning for Burial, Mamaleek, Bosse de Nage, Drowse, Sprain, Ragana, Amulets, et Agriculture,.

## Groupes et artistes
- Agriculture
- Ails
- All Your Sisters
- Amulets
- Bell Witch
- Black Wing
- Boduf Songs
- Bosse-de-Nage
- Botanist
- Braveyoung
- Chat Pile
- Circle of Eyes
- Coffinworm
- Consumer
- Cremation Lily
- Drowse
- Echo Beds
- Eight Bells
- Elizabeth Coulour Wheel
- Father Murphy
- The Flowers of St. Francis
- Ghast
- Giles Corey
- Grayceon
- Hand Model
- Have a Nice Life
- Heat Dust
- Heinali and Matt Finney
- History
- Kathryn Mohr
- Kayo Dot
- King Woman
- Lake of Blood
- Loss of Self
- Low Estate
- Lycus
- Mamaleek
- Mastery
- Midwife
- Muscle and Marrow
- Nahvalr
- Necrite
- Nick Millevoi
- Obolus
- Palace of Worms
- Pale Chalice
- Panopticon
- Planning for Burial
- RLYR
- Sannhet
- Scarcity
- Seidr
- Sister Grotto
- Skagos
- Sprain
- Street Sects
- Succumb
- Toby Driver
- Trees
- Trevor de Braw
- Uboa
- Vale
- Vaura
- Vestiges
- Vile Creature
- White Suns
- Worm Ouroboros
- Wreck and Reference